# サミュエル・ベケット級哨戒艦
サミュエル・ベケット級哨戒艦（英語: Samuel Beckett-class Offshore Patrol Vessel）は、アイルランド海軍の哨戒艦の艦級。2014年から2018年にかけて4隻が就役した。

## 概要
本級は、カナダのSTXマリン社により、PV90型哨戒艦として設計された。これは、同社が先行して設計したPV80型（ローシーン級）を発展させたものであった。
サミュエル・ベケット級は2014年に1番艦が就役しており、1970-80年代に建造されたエマー級哨戒艦を更新するために3隻を建造する計画だったが、2016年6月、エンヤの後継として4隻目の発注が決定された。

## 同型艦
従来のアイルランド海軍では、艦名にアイルランド神話に登場する女性の名を命名する伝統があったが、本級ではアイルランド出身の小説家・詩人の人名が用いられている。
| #   | 艦名                                                   | 由来                       | 起工           | 進水            | 就役            |
| --- | ------------------------------------------------------ | -------------------------- | -------------- | --------------- | --------------- |
| P61 | サミュエル・ベケット LÉ Samuel Beckett                 | 同名の詩人・劇作家・小説家 | 2012年 5月19日 | 2013年 11月3日  | 2014年 5月17日  |
| P62 | ジェイムズ・ジョイス LÉ James Joyce                    | 同名の詩人・小説家         | 2013年 11月5日 | 2014年 11月23日 | 2015年 9月1日   |
| P63 | ウィリアム・バトラー・イェイツ LÉ William Butler Yeats | 同名の詩人・小説家         | 2015年 7月17日 | 2016年 3月10日  | 2016年 10月17日 |
| P64 | ジョージ・バーナード・ショー LÉ George Bernard Shaw    | 同名の詩人・劇作家・小説家 | 2017年 2月28日 | 2018年 3月2日   | 2019年 4月30日  |